# 乌吉胺
乌吉胺是一种有机铁化合物，化学式为(C
5H
5)Fe(C
5H
4CH(CH
3)N(CH
3)
2。化学家伊瓦尔·卡尔·乌吉于1970年报道了它的合成，该化合物并因此得名。它是一种二茂铁衍生物，可用于合成Josiphos配体。